# Ravinsparv
Ravinsparv (Arremon castaneiceps) är en fågel i familjen amerikanska sparvar inom ordningen tättingar. Den förekommer lokalt i Anderna. Fågeln tros minska i antal på grund av Amazonas avskogning, så pass att IUCN kategoriserar den som nära hotad.

## Utseende och läte
Ravinsparv är en kraftig 15,5–16,5 cm sparv med rostfärgad panna, hjässa och nacke samt mörkt skiffergrått ansikte. Resten av fjäderdräkten är olivgrön. Brunkronad sparv har ett tydligt vitt mustaschstreck. Sången består av en över tio sekunder lång snabb och ljus serie med tunna visslingar.

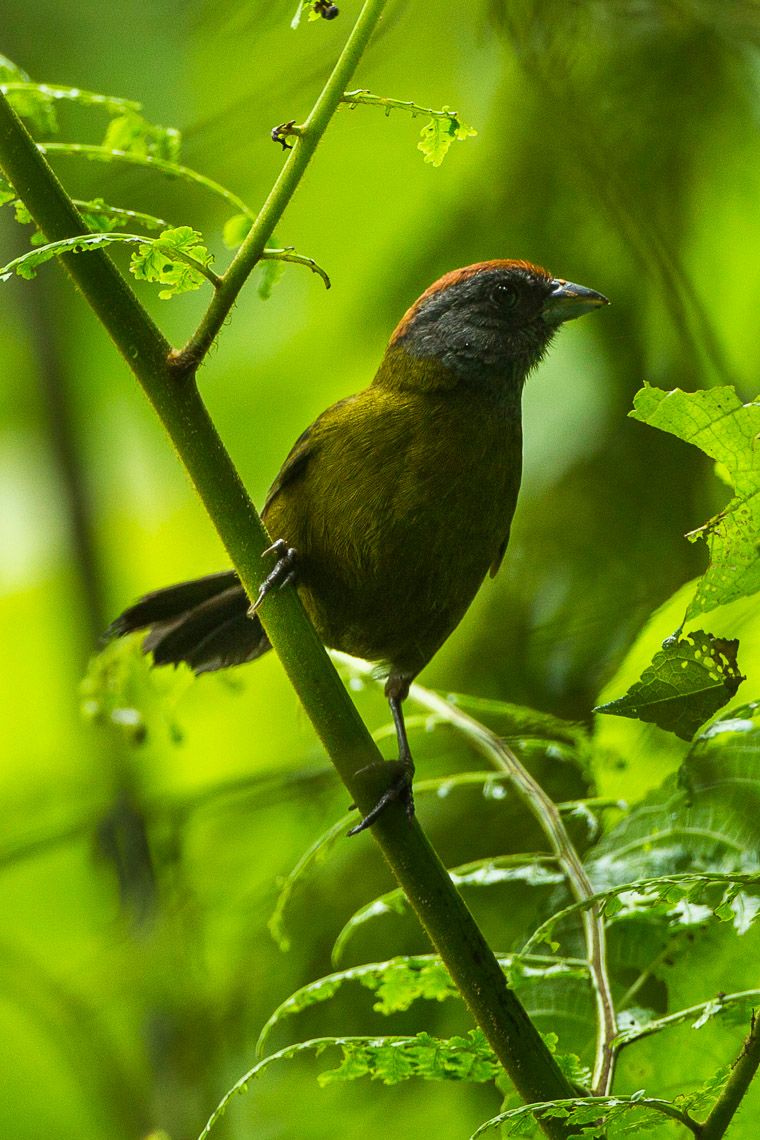
Ungfågel

## Utbredning och systematik
Fågeln förekommer lokalt i Anderna från Colombia till Ecuador och sydöstra Peru. Den behandlas som monotypisk, det vill säga att den inte delas in i några underarter.

### Familjetillhörighet
Tidigare fördes de amerikanska sparvarna till familjen fältsparvar (Emberizidae) som omfattar liknande arter i Eurasien och Afrika. Flera genetiska studier visar dock att de utgör en distinkt grupp som sannolikt står närmare skogssångare (Parulidae), trupialer (Icteridae) och flera artfattiga familjer endemiska för Karibien.

## Levnadssätt
Ravinsparven hittas i lägre liggande fuktiga bergsskogar på mellan 750 och 1 800 meters höjd. Där ses den i tät undervegetation och bland snåriga klängväxter i raviner (därav namnet) och skogsbryn. Fågeln födosöker på eller nära marken. I Napo i Evuador häckar den mestadels mellan mars och april. Boet är ett stort grön klot bestående av mossa, små rötter och färska ormbunksblad som vanligen placeras i en klängväxt. Däri lägger den två ägg.

## Status
Arten tros missgynnas av den pågående avskogningen av Amazonas. Under kommande tre generationer tros den minska med 25–30 %. Internationella naturvårdsunionen IUCN kategoriserar den därför som nära hotad.